# Sister My Sister
Sister My Sister ist ein britischer Spielfilm von Nancy Meckler aus dem Jahr 1994. Er basiert auf Wendy Kesselmans Geschichte My Sister In This House über den berüchtigten Kriminalfall der Schwestern Christine und Léa Papin in Le Mans von 1933. Der Film gilt als Klassiker des lesbischen Kinos in Großbritannien.

## Handlung, Hintergrund
Der Film Sister My Sister basiert auf einem der bekanntesten Mordfälle des 20. Jahrhunderts, dem sogenannten Papin-Mordfall. Am 2. Februar 1933 ermordeten die Dienstmädchen Christine und Léa Papin ihre Arbeitgeberin und deren Tochter in Le Mans, Nordfrankreich. Der Mord schockierte das Land, und es gab viele Spekulationen über die mordenden Schwestern, einschließlich der Behauptung, sie hätten eine inzestuöse lesbische Affäre gehabt. Der französische Psychoanalytiker Jacques Lacan analysierte den Fall intensiv. Jean Genet, inspiriert durch den Doppelmord, sah in seinem Stück Die Zofen die homosexuelle Befreiung des Proletariats, während Simone de Beauvoir einen Aufschrei gegen das bourgeoise Herrschaftssystem erkannte.
Während zahlreiche Theaterstücke, Filme, Essays den Fall aufgreifen – von Claude Chabrols Film Biester (1995) bis zu Bong Joon-hos Film Parasite (2019), blieb Nancy Mecklers Verfilmung relativ unbekannt. Der Film lief in Deutschland ausschließlich im Off-Kino und wird 2024 erst im Zuge der digitalen Restaurierung ins Kino gebracht.

## Rezeption
Im Filmdienst schreibt Esther Buss, dass Nancy Meckler in Sister my Sister die fatale Dynamik vor dem Mord äußerst glaubwürdig inszeniert: „Die Situation scheint für die Schwestern, deren inzestuöses Verhältnis ihrer Arbeitgeberin mittlerweile bekannt ist, tatsächlich ausweglos. Den Blutrausch – den Opfern wurden die Augen mit bloßen Händen herausgerissen, es folgte eine regelrechte Abschlachtung mit dem Messer – zeigt der Film nicht, muss er nicht zeigen. Meckler interessiert das Klassendrama, nicht die Sensation der Crime Story.“
Anja Kümmel findet es bemerkenswert, dass Meckler für ihr Regiedebüt 1994 – nur drei Jahre nachdem die WHO Homosexualität aus ihrem Diagnoseschlüssel gestrichen hatte – bewusst den queeren Aspekt dieser düsteren Geschichte wählte. Auf den ersten Blick mag das wie ein bedauerlicher Rückschritt wirken. Schließlich waren die Zeiten, in denen lesbische Paare auf der Leinwand unweigerlich sterben, verrückt werden oder sich trennen mussten, gerade vorbei. Aus heutiger Sicht verkörpert Sister My Sister jedoch eher Avantgarde als Rückschritt: ein vielschichtiges Wagnis, das sich erst durch das Erbe des New Queer Cinema und dessen Einfluss auf den Mainstream in all seinen Facetten erschließt.

## Auszeichnungen
Valladolid International Film Festival 1994
- youth Jury Award: Best Film
- Audience Award: Best Film
- Best Actress: Jodhi May, Joely Richardson

International Film Festival Rotterdam 1995
Torino International Gay & Lesbian Film Festival  1995
- Best Feature Film

Seattle International Film Festival 1995
- New Director’s Showcase Special Jury Prize

Cherbourg-Octeville Festival of Irish & British Film  1995
- Audience Award

Frameline: San Francisco International LGBTIQ Festival 1995